# Chantal Groot
Chantal Groot (ur. 19 października 1982 w Amsterdamie) – holenderska pływaczka specjalizująca się w stylu dowolnym i motylkowym.

## Sukcesy
- Złoty medal Mistrzostw Europy na 50 metrów stylem motylkowym – Eindhoven 2008
- Srebrny medal Mistrzostw Europy w sztafecie 4x100 metrów stylem dowolnym – Madryt 2004
- Brązowy medal Mistrzostw Europy na 50 metrów stlylem motylkowym – Stambuł 1999
- Brązowy medal Mistrzostw Europy na 50 metrów stlylem motylkowym – Berlin 2002
- Brązowy medal Mistrzostw Europy w sztafecie 4x100 metrów stylem dowolnym – Berlin 2002
- Brązowy medal Mistrzostw Europy na 50 metrów stlylem motylkowym – Madryt 2004
- Brązowy medal Mistrzostw Europy w sztafecie 4x100 metrów stylem zmiennym – Madryt 2004